# Cernadilla
Cernadilla es un municipio y localidad española de la provincia de Zamora, en la comunidad autónoma de Castilla y León. Su término municipal cuenta con una población de 110 habitantes (INE 2024).

## Toponimia
Cernadilla es un topónimo ajustado a las características de sus suelos, constituyendo una especie de definición sobre ellos. Procede del bajo latín y ya el romance había hecho su aparición con Cernadal, lugar de tierras ligeras, abundantes en humus que las hacen fáciles de trabajar y que, dadas las características y abundancia de su vegetación, son fácilmente explicables.

## Geografía
En el término municipal de Cernadilla lo completan las localidades de San Salvador de Palazuelo y Valdemerilla. Antiguamente también se encontraba Anta de Tera, ahora sumergida bajo el embalse de Valparaíso.
Integrado en la comarca de La Carballeda, se sitúa a 98 kilómetros de la capital provincial. El término municipal está atravesado por la autovía de las Rías Bajas A-52 entre los pK 60 y 66, así como por la carretera nacional N-525, que discurre paralela a la autovía. 
Está situada en una llanura en la margen izquierda del río Tera, que hace de límite con Manzanal de Arriba en las aguas represadas en los embalses de Cernadilla y de Valparaíso. La altitud del municipio oscila entre los 1048 metros (cerro Rompealforjas), al noreste, y los 840 metros en la orilla del embalse de Valparaíso. El pueblo se alza a 936 metros sobre el nivel del mar. 
Su emplazamiento responde a una terraza fluvial descompuesta al cabo de miles de años. Su suelo geológico está situado entre el Ordovícico superior y el Silúrico a base de pizarras de color oscuro con filoncillos de cuarzo e intercalaciones cuarciticas de varios metros de potencia. Los tramos que afloran de edad Silúrica están formados por pizarras negras con intercalaciones de cuarcitas que han aportado graptotites de edad inferior a medio.
Su altitud y las características de sus suelos lo convierten en un lugar idóneo para el roble principalmente. El centeno y el trigo “seruendo”, trigo tardío, han sido junto con el lino, las hortalizas y las patatas sus cultivos más destacados y unido a la abundancia de pastos le ha permitido una buena cabaña ganadera de vacuno, lanar y cabrío principalmente.
| Noroeste: Asturianos         | Norte: Manzanal de los Infantes | Noreste: Manzanal de los Infantes |
| Oeste: Asturianos            |                                 | Este: Mombuey                     |
| Suroeste: Manzanal de Arriba | Sur: Manzanal de Arriba         | Sureste: Mombuey                  |

## Historia

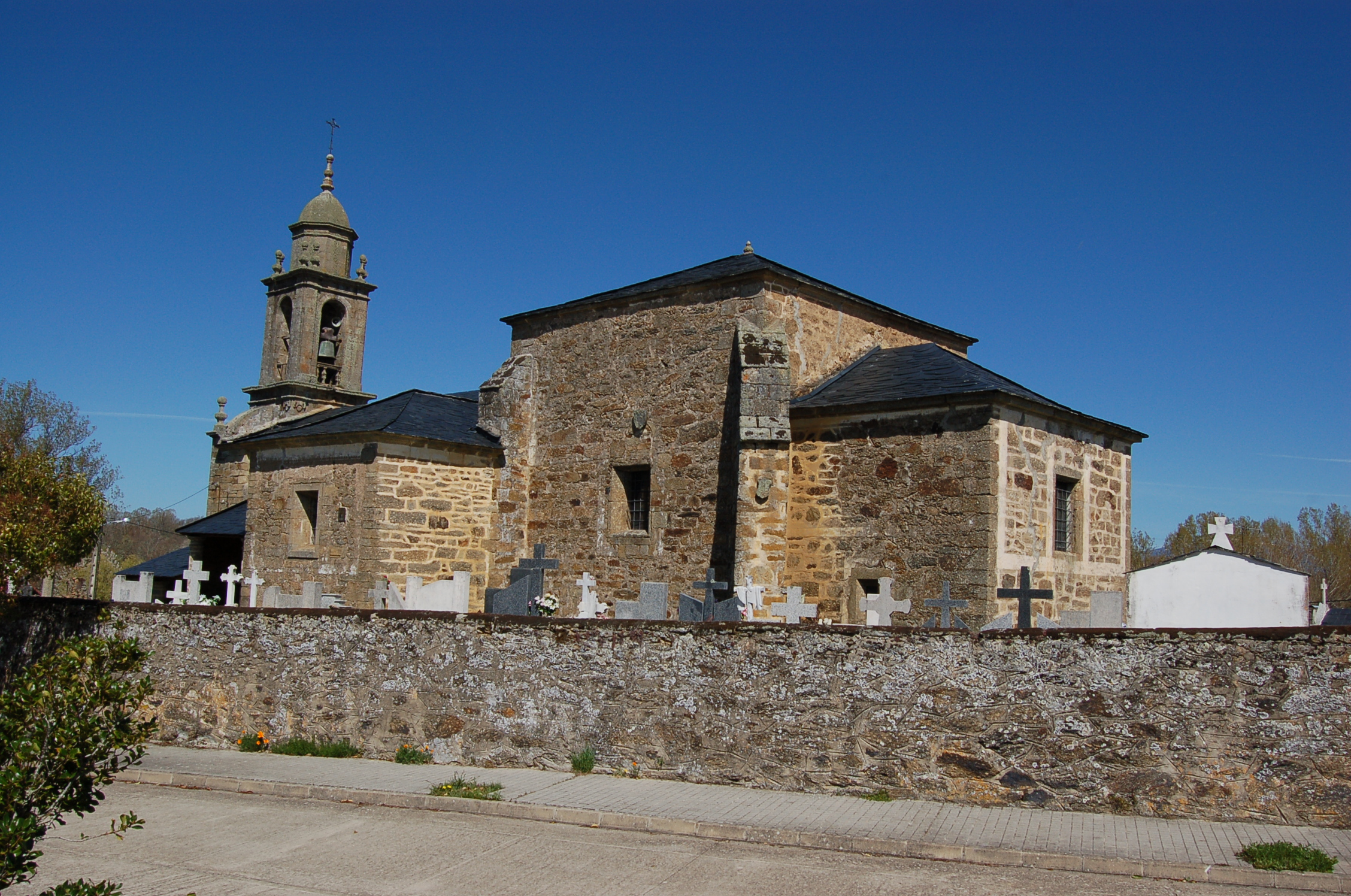
Iglesia

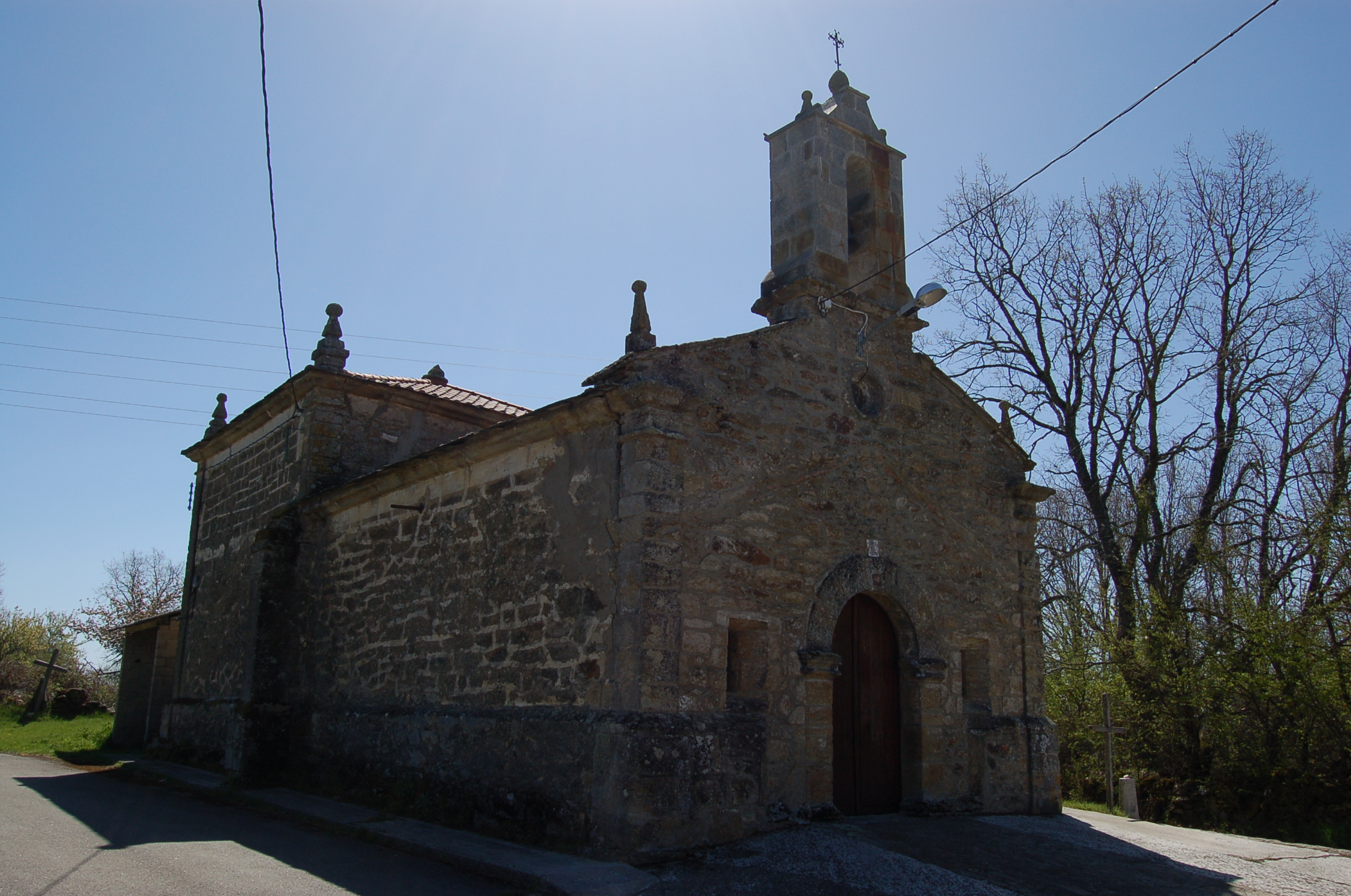
Ermita del Cristo

En la Edad Media, Cernadilla quedó integrado en el Reino de León, cuyos monarcas acometieron la repoblación del oeste zamorano.
Durante la Edad Moderna, Cernadilla estuvo integrado en la provincia de las Tierras del conde de Benavente y dentro de esta en la receptoría de Sanabria. La Venta de Cernadilla, propiedad de los condes de Benavente, constituía por sí sola su testimonio de la jurisdicción del conde sobre el lugar y sus vasallos hasta bien entrado el siglo XIX.
En todo caso, al reestructurarse las provincias y crearse las actuales en 1833, Cernadilla pasó a formar parte de la provincia de Zamora, dentro de la Región Leonesa, quedando integrado en 1834 en el partido judicial de Puebla de Sanabria. En esta época, Pascual Madoz señala que en este lugar funcionaban dos telares y dos molinos de agua uno en el Tera permanente y otro de invierno en el arroyo del pueblo.
En 1940 el municipio de Cernadilla tomó su extensión actual, al integrar en su término al antiguo municipio de Valdemerilla.

## Demografía
Cuenta con una población de 110 habitantes (INE 2024).
| Gráfica de evolución demográfica de Cernadilla entre 1842 y 2021 |
| |
| Población de derecho según los censos de población del INE Población de hecho según los censos de población del INEEntre el censo de 1940 y el anterior, crece el término del municipio porque incorpora a 49534 (Valdemerilla) |

### Núcleos de población
El municipio se divide en tres núcleos de población, que poseían la siguiente población en 2024 según el INE.
| Núcleo de población       | Población |
| ------------------------- | --------- |
| Cernadilla                | 61        |
| San Salvador de Palazuelo | 43        |
| Valdemerilla              | 6         |

## Cultura

### Fiestas
En Cernadilla son días festivos el 2 de febrero, día de la patrona, la Virgen de las Candelas, y el 3 de febrero, día del patrón, San Blas, son las fiestas patronales. En el mes de agosto se celebran las fiestas populares.